# Maeva Rosset
Maeva Rosset (* 1989 in Lausanne) ist eine Schweizer bildende Künstlerin, die zu den Themen Kommunikation und Zerbrechlichkeit arbeitet. Sie lebt in Basel und Bern. Als Ausdrucksmedium verwendet sie Materialien mit eigens geschaffenen Gerüchen.

## Werdegang
Von 2009 bis 2012 studierte sie bildende Kunst an der Ecole cantonale d'art de Lausanne ECAL und schloss mit dem Bachelor ab. Von 2014 bis 2016 absolvierte sie das Masterstudium in Bildender Kunst (IKU) an der HGK, Basel.
Ihre Arbeit wurde 2016 in der Kunsthalle Basel unter dem Ausstellungstitel Every Contact Leaves a Trace gezeigt. Weitere Ausstellungen fanden in Liebefeld und Basel statt.

## Wirken
2016 war sie Artist in residence am Institute of Polymer Engineering and Polymer Nanotechnology, Brugg. 2019 hatte sie ein Recherchestipendium von Pro Helvetia in Neu-Delhi, Indien, wo sie Interviews mit Einheimischen durchführte. In Payerne betreibt sie seit 2017 den Space Duo, ein Off-Space einer Vitrine als Ausstellungsraum. Unterstützt wird die Projektreihe im Space Duo von der Kulturstiftung Pro Helvetia. In ihren eigenen Werken verbindet Maeva Rosset verschiedene Materialien mit partizipativen Elementen. Die Arbeit Dummes Holz zeigt eine visuelle Recherche zum Thema Identität mit dem Werkstoff Holz. Die Künstlerin fragt, wie Blut riecht und wie der Geruch das Verhalten beeinflusst. Sie recherchiert den Zusammenhang von Gerüchen und Erinnerungen. Gerüche sind immateriell und damit weniger greifbar als Objekte. Seit 2019 beschäftigt sie sich im Projekt smellscape mit der Frage, wie Landschaften riechen. Die Duftinstallation Réminiscence ist 2022 und 2023 im Neuen Museum Biel ausgestellt. In speziell angefertigten handgeblasenen Glasbehältern befinden sich Duftstoffe, die für den jeweiligen historischen Raum im Museum mit entsprechendem Kontext hergestellt wurden. So riecht es in der Bibliothek nach würzigem Tabak, was den Geruch der alten Bücher unterstreicht. In der Küche vermittelt der Duft von Anis, Kreuzkümmel, Pfeffer, Pfeffer, Nelken und Zimt einen Hauch von Exotik. Das Parfum ist ortsspezifisch und spricht die Sinne der Besuchenden an, wodurch jeder Raum seine unterschiedliche Authentizität erhält. Dabei lassen sich Erinnerungen abrufen und ein sinnliches Gedächtnis erstellen. Die Dimension des Raumes wird somit um den Geruchssinn erweitert. Die Atmosphäre des bürgerlichen Wohnens im 17. Jahrhundert kann nachempfunden werden. Vor allem Leder und Tabak rufen zeithistorische Erinnerungen hervor. Parfum wird als Medium zur Geschichtsschreibung eingesetzt.

## Einzelausstellungen
- 2014, Deux grands pieds pour une quenouille, Galerie de la Blancherie, Payerne[14]
- 2018, Galerie 3000, Bern
- 2019, Chemin d’art en Armagnac, Frankreich[15]
- 2022, Réminiscence, Neues Museum Biel, Schweiz[16]

## Gruppenausstellungen
- 2012, exposition de Bachelor, ELAC, Lausanne
- 2013, Sol Lewitt loves pancakes, galerie ZIP, Basel
- 2015, Irma la douce, Penthouse, Zürich
- 2015, Manoeuvre, Shedhalle Frauenfeld
- 2016, Every contact leaves a trace, Kunsthalle Basel
- 2016, Cantonale Bern, les halles Porrentruy
- 2017, les jours des éphémères, Solothurn[17]
- 2018, Regionale, Kunstverein Freiburg, Deutschland
- 2019, Unbox Festival, Bangladesh, Indien[18]

## Mitgliedschaft
Sie ist Mitglied der Schweizer Gesellschaft für Kunst und Architektur visarte.